# Hacienda Divina Pastora
La antigua hacienda Divina Pastora fue un inmueble agrícola de explotación del olivar que ocupaba espacialmente gran parte de la planta de la parcela del actual Colegio Mayor de Santa María del Buen Aire, extendiéndose en dirección norte y conformándose como núcleo embrionario de la actual población española de Castilleja de Guzmán en la provincia de Sevilla.
Las edificaciones de la antigua hacienda y el jardín se encuentran en el número 2 de la carretera de Sevilla, en la mencionada población. La torre contrapeso se sitúa en la misma localidad pero aislada del resto en la calle Real esquina con calle Málaga. La antigua Hacienda Divina Pastora, su jardín y la torre están declarados Bien de Interés Cultural por la Junta de Andalucía con la categoría de Monumento desde julio de 2005.

## Historia
La existencia de la primitiva hacienda se constata documentalmente en 1765, iniciando su trayectoria como mero enclave para el aprovechamiento de la materia prima, pasando a compaginar estas funciones con las de uso residencial de recreo, como ha ocurrido con otras muchas haciendas del Aljarafe sevillano. Tras numerosos avatares que incluyen cambios de propietarios y usos residenciales, la intervención del arquitecto Gabriel Lupiáñez Gely, en 1927, la convertirá en un importante ejemplo de arquitectura del regionalismo sevillano y la dotará de uno de sus espacios más representativos, sus jardines, que, diseñados por uno de los más importantes maestros de la jardinería moderna, Jean Claud Nicolás Forestier, constituyen la última obra del paisajista francés en España.

## Evolución del conjunto
El proceso de morfogénesis urbana ocasionó la desaparición y el aislamiento de algunas de las estructuras arquitectónicas de la hacienda de las que solo se conserva hoy una torre contrapeso. El núcleo actual de mayor desarrollo espacial y entidad arquitectónica del conjunto está formado por las casas principales del Colegio de Santa María del Buen Aire y su jardín, habiendo experimentado a lo largo de su trayectoria distintas remodelaciones acordes con los diferentes usos que en él han tenido lugar.
Como resultado de estas transformaciones, sobre el inmueble originario se ha configurado un interesante conjunto arquitectónico relacionado con una amplia zona ajardinada que cuenta con una singular implantación geográfica sobre la cornisa del Aljarafe, dominando gran parte de las tierras bajas del valle del Guadalquivir, la ciudad de Sevilla y los Alcores. Esta concepción se plasma en el propio diseño del jardín, abocado a la contemplación del medio natural circundante, dejando de manifiesto el interés paisajístico desde una doble vertiente: su presencia en la cornisa del Aljarafe y su consideración de mirador.

## Descripción

### Edificaciones principales
El conjunto cuenta con un núcleo edificatorio principal, situado en la zona central, al que se accede a través de un gran apeadero ubicado tras el gran arco de entrada. La fachada principal, que se encuentra en el flanco oeste, está formada por un alto y ancho muro de cerramiento en donde se abre el gran arco de medio punto de la entrada que le otorga un cierto carácter defensivo. El paramento es de fábrica de ladrillo enfoscado y encalado. Sobre el arco de entrada realizado en piedra se encuentra el escudo de los condes de Castilleja de Guzmán.
A continuación el amplio apeadero, con varios niveles, presenta un aspecto ajardinado por la profusión de pérgolas y especies vegetales. Tras él se accede al edificio principal organizado en torno a dos patios interiores donde se ubican las dependencias comunes como salones, biblioteca, capilla, etc., y un ala al este para las habitaciones de los estudiantes, organizadas mediante el trazado de grandes pasillos, que fueron construidos tras su adaptación al uso de residencia de estudiantes.
En el interior destacan los patios que ordenan la compartimentación de las distintas dependencias, algunas de las cuales se encuentran decoradas con zócalos de azulejos o elementos de yeserías, según el estilo historicista de tradición renacentista y barroca, destacando la capilla, la sala de atención al público, el cuerpo de la escalera principal y algunos espacios de distribución. El patio principal presenta en tres de sus flancos galerías porticadas sobre columnas y en el centro una fuente de mármol. Es esta la zona noble del edificio y donde se sitúan las dependencias principales. El segundo patio, denominado «de la palmera», es de menor tamaño. Se cierra con muros formados por arcadas, algunas cegadas, y en torno a él se sitúan las dependencias de servicio.

### Torre contrapeso
Por su parte, la torre contrapeso se encuentra actualmente aislada del inmueble e inmersa en el caserío de la población. Responde a la tipología de torre contrapeso de planta rectangular y cuerpo macizo. Cuenta con remate curvilíneo en el que destacan algunos elementos decorativos realizados de fábrica con forma bulbosa o cerámicos de jarrones y bolas. Es el único resto testimonial de la almazara perteneciente a la antigua hacienda.

### El jardín
El jardín es una extensa superficie de terreno, más próxima al concepto de parque, de esmerada ordenación, planteada a varios niveles, comunicados por escalinatas. Se trata de un gran espacio ajardinado presidido por la fachada trasera del inmueble. En primer lugar, el denominado «jardín alto», es una gran meseta de forma rectangular desde la que se inicia el recorrido hacia la avenida central que recorre el jardín, en su totalidad, en su eje este-oeste y con otras dos secundarias que se dirigen al noroeste, al mirador de planta octogonal y, hacia el suroeste, hacia los campos de deporte.
En el espacio que recorre la avenida principal y en la zona más próxima a la casa, se ubica el parterre denominado «el laberinto» a partir del cual se accede a la placeta del estanque. Esta es de planta ovalada con un estanque en la zona central presidido por una gran columna de mármol, está realizada en ladrillos y azulejos que forman un banco corrido abierto por cuatro escalinatas que a su vez conectan con andenes. Mediante la vegetación se dibujan otras avenidas y andenes que conducen en dirección transversal hacia el norte a un pequeño mirador de planta octogonal con cubierta de madera de lacería al estilo mudéjar. En el lado opuesto al sur se ubica otro mirador cubierto con bóveda vaída. Próximo a él se encuentra la gran balconada con antepecho de balaustres de piedra que permite una magnífica vista sobre el Guadalquivir y la ciudad de Sevilla y, en sus proximidades, una escalera de dos tramos curvos comunica con el jardín de los naranjos.
El jardín responde estilísticamente a un maridaje entre las características del jardín romántico de influencia francesa y el estilo autóctono de tradición historicista. Así, se adaptan las características de los jardines hispanomusulmanes para la ordenación de los espacios secundarios, utilizando los andenes y parterres trazados en ángulo recto con poyos revestidos de azulejería en los que proliferan los frutales y las plantas de ornamento, coexistiendo con las perspectivas de los amplios espacios abiertos recreadas en el paseo central y los perimetrales, en los que se ubican los elementos decorativos de mayor tamaño como las fuentes con mares de amplio desarrollo y las especies vegetales de copa alta, una estética derivada de los grandes jardines europeos del barroco.

## Estatus patrimonial
En 2005 el conjunto formado por la antigua hacienda Divina Pastora, su jardín y la torre contrapeso fue declarado Bien de Interés Cultural, con la categoría de Monumento por Decreto 162/2005, de 5 de julio, publicado en el Boletín Oficial de la Junta de Andalucía el día 26 del mismo mes y año.